# Toppenstedt
Toppenstedt is een gemeente in de Duitse deelstaat Nedersaksen. De gemeente maakt deel uit van de Samtgemeinde Salzhausen in het Landkreis Harburg. Toppenstedt telt 2.141 inwoners.
De beide Ortsteile  van de gemeente zijn Toppenstedt zelf en (sinds de gemeentelijke herindeling van 1 juli 1972) Tangendorf. De plaatsnamen betekenen respectievelijk eikenstede en sparrendorp. In 2004 had Tangendorf ruim 800 inwoners. Nadien is dit bevolkingscijfer niet meer afzonderlijk bijgehouden.
Tangendorf ligt bijna 5 kilometer ten noorden van Toppenstedt zelf, en nog geen twee kilometer ten zuidoosten van afrit 39 Thieshope (bij Brackel) van de Autobahn A7. Afrit 40 van deze zelfde snelweg ligt direct ten westen van Garlstorf, dat op zijn beurt 3 kilometer ten zuiden van het dorp Toppenstedt ligt.

## Geschiedenis, economie

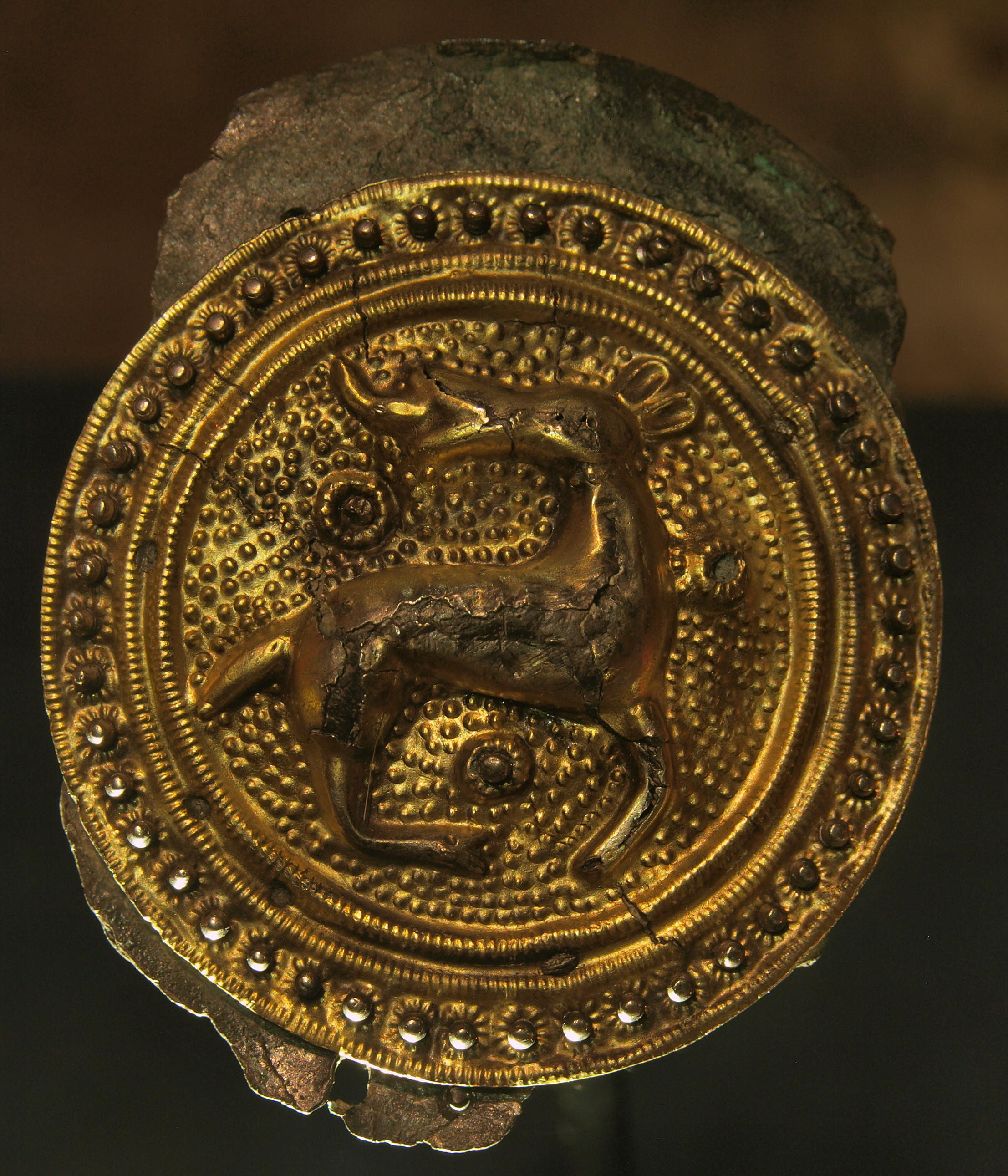
Schijffibula van Tangendorf

Bij Tangendorf is een schijfvormige fibula, daterend uit het einde van de 3e eeuw, ontdekt, die ook in het gemeentewapen wordt weergegeven. De fibula werd door een boer bij graafwerk op zijn land in 1930 gevonden. De vinder gaf de fibula mee aan de plaatselijke dorpsonderwijzer. Die vermoedde, dat het een modern voorwerp was en had hem zolang in een kastje op school opgeborgen, en vergat zijn plan om het zijns inziens waardeloze ding weg te gooien. In 1938 kreeg hij bezoek van een professioneel archeoloog, Willi Wegewitz, die een elders in het dorp gevonden stenen bijl kwam ophalen. Die herkende direct, dat dit een waardevol oudheidkundig voorwerp was. Daarna ging men terug naar de locatie, waar de fibula was gevonden; in restanten van een grafheuvel uit de bronstijd werd daar nog o.a. een tweede fibula opgegraven. Het sieraad behoort tot de collectie van het Archeologische Museum Hamburg te Hamburg-Harburg. De fibula is gemaakt van verzilverd koper, met daaroverheen een dun laagje vuurverguldsel. Vermoedelijk was de maker een Germaan, die Romeinse voorbeelden navolgde.
Historische gebeurtenissen in deze gemeente van meer dan plaatselijke betekenis zijn niet overgeleverd. Vanwege de ligging bij de Lüneburger Heide kent de gemeente enig toerisme (o.a. wandel- en fietsroutes; Tangendorf bezit een hotel). Verder is de landbouw van oudsher een belangrijk middel van bestaan.

## Afbeeldingen

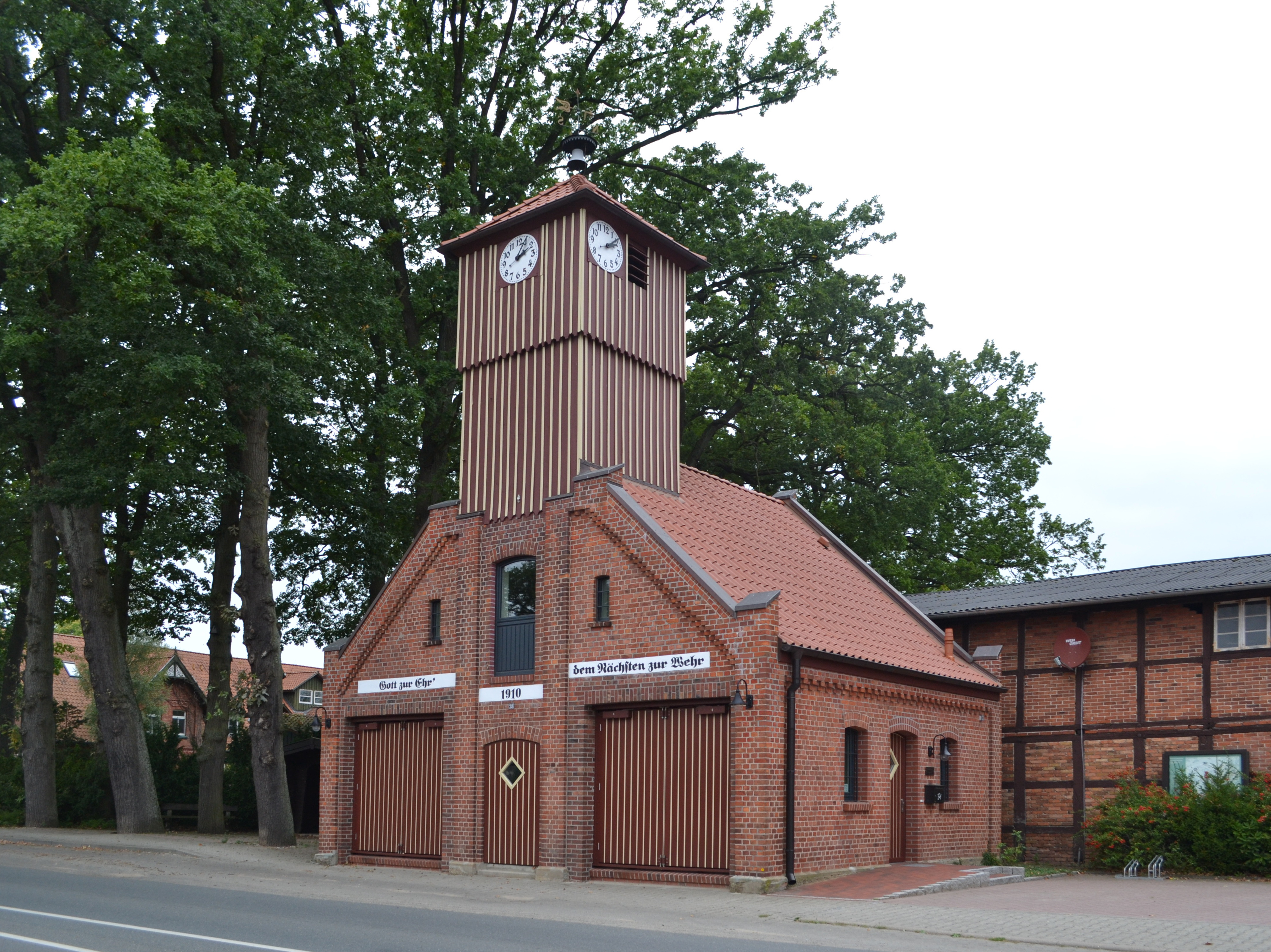
Brandweergebouwtje met brandslangentoren, Toppenstedt
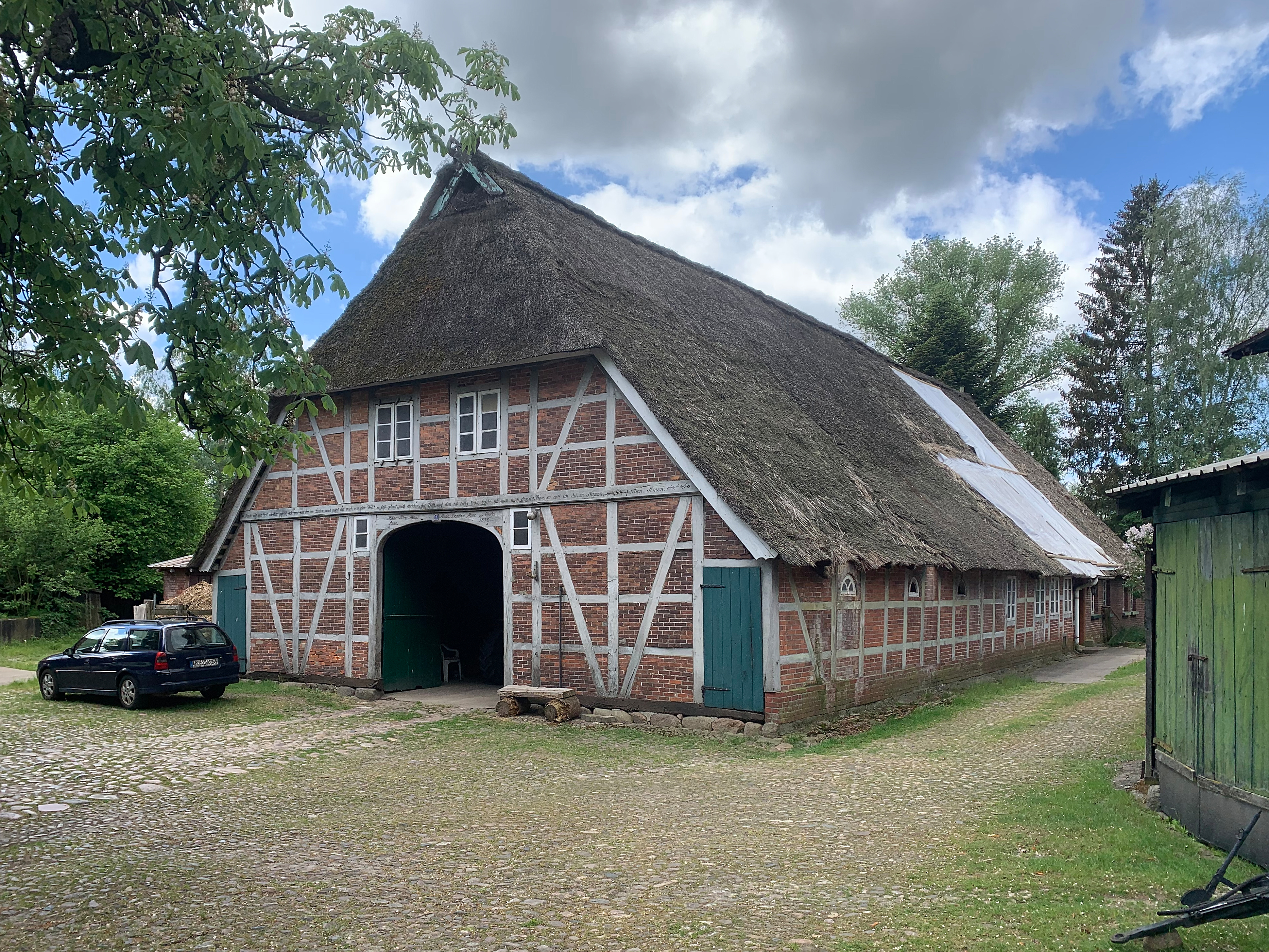
Schilderachtige vakwerkboerderij te Tangendorf
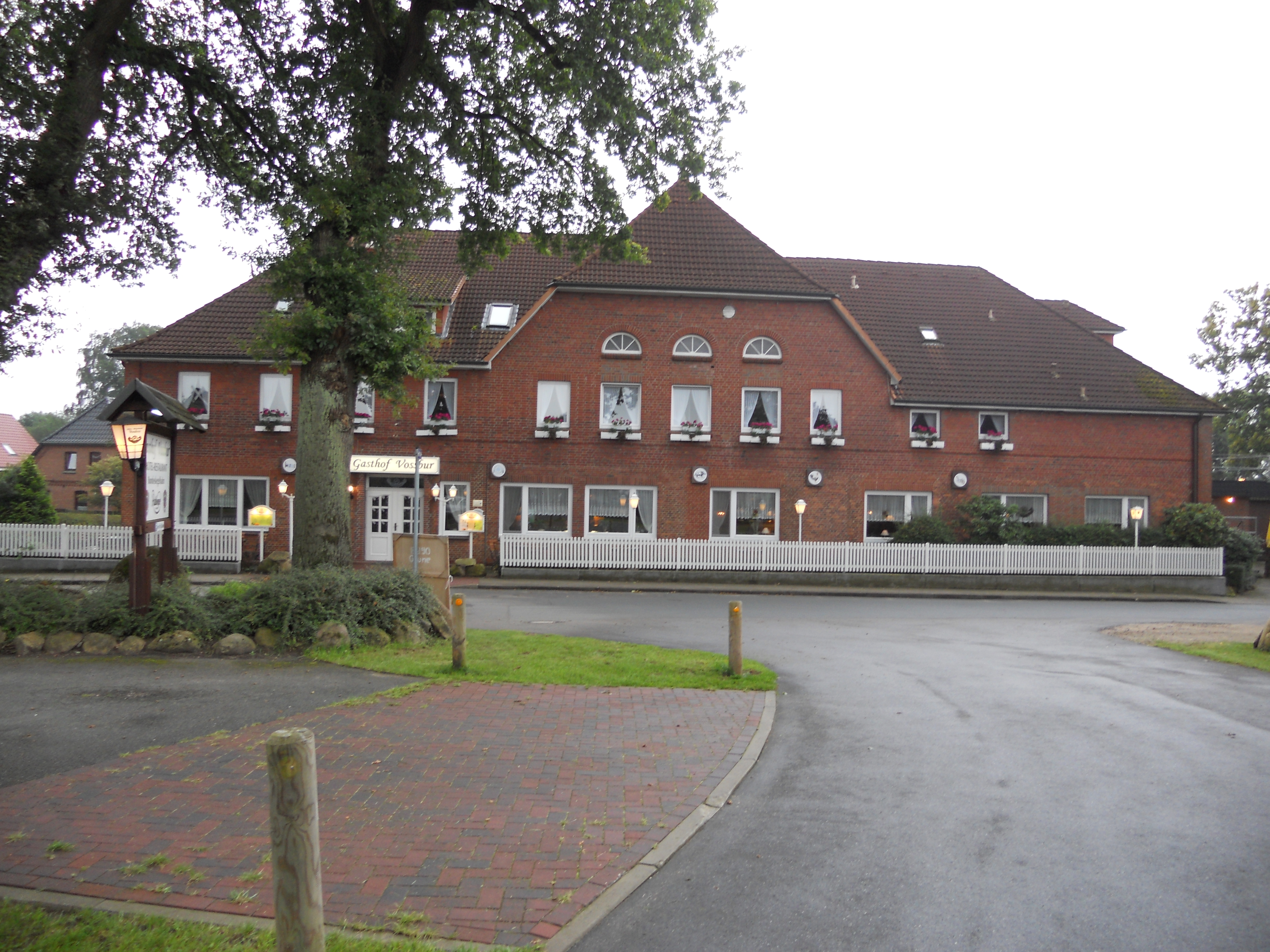
Hotel te Tangendorf